# Asterix Kieldrecht
Asterix Kieldrecht was een Belgische volleybalclub uit Kieldrecht in de gemeente Beveren-Kruibeke-Zwijndrecht die uitkwam in de eredivisie van de damescompetitie.

## Geschiedenis
De club werd opgericht in 1969. In haar eerste seizoen werd de club zesde in 2e provinciale Oost-Vlaanderen. Het daaropvolgende seizoen (1970-'71) werd de promotie afgedwongen naar eerste provinciale en in '71-'72 naar tweede nationale. Vervolgens verbleef de club enkele jaren in de middenmoot van deze competitie. Nadat de club in seizoen 74-'75 op de 9e plaats strande werd ze het daarop volgende seizoen ingedeeld in derde nationale, daar verbleef ze tot seizoen 1979-'80. Vervolgens was Asterix Kieldrecht een tijdlang actief in de eerste provinciale reeks en was het wachten tot '84-'85. Dat seizoen won de club de eindronde en dwong alzo de promotie af naar tweede landelijke. 
In het seizoen 1986-'87 stuntte de club in de Beker van België, waarin ze de kwartfinale bereikte. Het daaropvolgende seizoen dwong Kieldrecht de promotie af naar eerste landelijke en in seizoen 1989-'90 naar Ereklasse. Na enkele seizoenen in de middenmoot maakte Asterix vanaf seizoen 1993-'94 eindigde de club quasi elk jaar in de top 3. In seizoen 1995-'95 behaalde de club vervolgens haar eerste eindzege in de Beker van België en in 1997-'98 werd ze een eerste maal landskampioen. In 2001 volgde het eerste grote Europese succes met eindwinst in de Top Teams Cup en in 2010 behaalde de club de eindzege in de CEV Challenge Cup.
In 2016 fuseerde de club met AVO Melsele en ging verder onder de naam Dames Volley Asterix Avo.

## Trainers
| Periode   | Coach                            |
| --------- | -------------------------------- |
| 1969-1970 | Paul Rombaut & Willy Van Buynder |
| 1970-1972 | Kri Beeldens                     |
| 1972-1974 | Norbert Van der Meulen           |
| 1974-1976 | Walter Pincé                     |
| 1976-1978 | Eric Maes                        |
| 1978-1979 | Hernée Thuy                      |
| 1979-1984 | Eugene Peeters                   |
| 1984-1985 | Walter Pincé                     |
| ? - 2016  | Jan Bens                         |

| Periode   | Coach                     |
| --------- | ------------------------- |
| 1985-1987 | Grazyna Boniewska         |
| 1987-1988 | Andrzj Strumilo           |
| 1988-1989 | Cor Haemelinck            |
| 1989-1990 | Jean-Pierre De Meirschman |
| 1990-1991 | Michel Van Ghelue         |
| 1991-1994 | Mart Buekers              |
| 1994-2016 | Gert Vande Broek          |

## Resultaten
| Seizoen   | Ereklasse | 2e nat. | 3e nat. | 1e prov. | 2e prov. |
| --------- | --------- | ------- | ------- | -------- | -------- |
| 1969-1970 |           |         |         |          | 6e       |
| 1970-1971 |           |         |         |          | 1e       |
| 1971-1972 |           |         |         | 2e       |          |
| 1972-1973 |           | 6e      |         |          |          |
| 1973-1974 |           | 6e      |         |          |          |
| 1974-1975 |           | 9e      |         |          |          |
| 1975-1976 |           |         | 2e      |          |          |
| 1976-1977 |           |         | 2e      |          |          |
| 1977-1978 |           |         | 2e      |          |          |
| 1978-1979 |           |         | 4e      |          |          |
| 1979-1980 |           |         | 11e     |          |          |
| 1980-1981 |           |         |         | 9e       |          |
| 1981-1982 |           |         |         | 5e       |          |
| 1982-1983 |           |         |         | 6e       |          |
| 1983-1984 |           |         |         | 4e       |          |
| 1984-1985 |           |         |         | 2e       |          |

| Seizoen   | Ereklasse | 1e land. | 2e land. | BvB     |
| --------- | --------- | -------- | -------- | ------- |
| 1985-1986 |           |          | 4e       |         |
| 1986-1987 |           |          | 3e       | 1/4e    |
| 1987-1988 |           |          | 2e       |         |
| 1988-1989 |           | 4e       |          |         |
| 1989-1990 |           | 1e       |          |         |
| 1990-1991 | 9e        |          |          | 1/8e    |
| 1991-1992 | 6e        |          |          | 1/4e    |
| 1992-1993 | 5e        |          |          | 1/2e    |
| 1993-1994 | 3e        |          |          | 1/2e    |
| 1994-1995 | 4e        |          |          | 1/8e    |
| 1995-1996 | 3e        |          |          | Winnaar |
| 1996-1997 | 2e        |          |          | 1/4e    |
| 1997-1998 | 1e        |          |          | Winnaar |
| 1998-1999 | 2e        |          |          | Winnaar |
| 1999-2000 | 1e        |          |          | 1/2e    |
| 2000-2001 | 1e        |          |          | Winnaar |

| Seizoen   | Ereklasse | BvB      |
| --------- | --------- | -------- |
| 2001-2002 | 2e        | Winnaar  |
| 2002-2003 | 2e        | Finalist |
| 2003-2004 | 2e        | Finalist |
| 2004-2005 | 3e        | Finalist |
| 2005-2006 | 3e        | Winnaar  |
| 2006-2007 | 2e        | Winnaar  |
| 2007-2008 | 1e        | Winnaar  |
| 2008-2009 | 2e        | Finalist |
| 2009-2010 | 1e        | Winnaar  |
| 2010-2011 | 1e        | Winnaar  |
| 2011-2012 | 1e        | Finalist |
| 2012-2013 | 2e        | Finalist |
| 2013-2014 | 1e        | Winnaar  |
| 2014-2015 | 1e        | Winnaar  |
| 2015-2016 | 1e        | Winnaar  |

## Palmares

### Nationaal
- Eredivisie

winnaar (10×): 1998, 2000, 2001, 2008, 2010, 2011, 2012, 2014, 2015 en 2016
tweede (8×): 1997, 1999, 2002, 2003, 2004, 2007, 2009, 2013
- Beker van België

winnaar (13×): 1996, 1998, 1999, 2001, 2002, 2006, 2007, 2008, 2010, 2011, 2014, 2015, 2016
finalist (6×):  2003, 2004, 2005, 2009, 2012, 2013
- Belgische Supercup

Winnaar (8×): 2000, 2002, 2005, 2006, 2008, 2010, 2012, 2014

### Internationaal
- Top Teams Cup

winnaar (1×): 2001
- CEV Challenge Cup

tweede (1×): 2010

## Bekende (ex-)speelsters
- Freya Aelbrecht
- Anke Allemeersch
- Meritxell Alseda Aizcorbe
- Olga Barinova
- Maria Bertelli
- Jasmien Biebauw
- Eveline Bilaey
- Iris Bleyen
- Anne Buijs
- Fien Callens
- Griet Cappelle
- Benja Chojnacka
- Cathérine Claes
- Evy Colman
- Nina Coolman
- Sarah Cools
- Greet Coppé
- Sarah Coppens
- Katrien De Bock
- Virginie De Carne
- Riet Dejonghe
- Yana De Leeuw
- Stien Deleuil
- Manjola Deliallisi
- Laura De Schrijver
- Jessica De Smet
- Amber De Tant
- Elly De Theye
- Lise De Valkeneer
- Annick Eeckhaoudt
- Erika Eeckhaoudt
- Lies Eykens
- Dita Galikova
- Jagoda Goliat
- Karolina Goliat
- Tico Gonzalez Casado
- Kaja Grobelna
- Jodie Guilliams
- Britt Herbots
- Linde Hervent
- Laura Heyrman
- Ellen Hilven
- Kristien Hoorens
- Arianne Horemans
- Gwendoline Horemans
- Svetlana Ilic
- Elena Khirianova
- Simone Legerstee
- Grit Lehmann
- Nathalie Lemmens
- Simone Lewis
- Charlotte Leys
- Ester Lowette
- Jasmina Marinkovic
- Evelien Martens
- Danielle Martlé
- Liesbeth Mouha
- Elena Neve
- Irina Pavlova
- Anastasia Petrenko
- Ewa Piatkowska
- Janis Plovier
- Emilia Reimus
- Eva Roegiers
- Ilse Rommens
- Joke Rommens
- Julie Rumes
- Britt Ruysschaert
- Lyudmyla Savchenko
- Ineta Savicka
- Inge Schoefs
- Martina Schwobova
- Kato Snauwaert
- Sarah Smits
- Griet Stevens
- Manon Stragier
- Dominika Strumilo
- Inés Sylverans
- Andréia dos Santos Teixeira
- Tatiana Teterina
- Silke Van Avermaet
- Stephanie Van Bree
- Liesbet Van Breedam
- Anja Van Damme
- Lisa Van den Vonder
- Lore Van den Vonder
- Ilka Van de Vyver
- Celine Van Gestel
- Karine Van Haute
- Lise Van Hecke
- Karine Van Haute
- Ivy Van Houdt
- Tiny Van Landeghem
- Kristien Van Lierop
- Veerle Van Looy
- Beryl Van Mierlo
- Sophie Van Nimmen
- Mireille Van Oosterhout
- Elise van Sas
- Griet Van Vaerenbergh
- Els Verheyden
- Liesbet Vindevoghel
- Hilde Vreys
- Sigrid Willems
- Kim Wittevronghel
- Jolien Wittock
- Tanja Zhmakova